# Òxid de calci

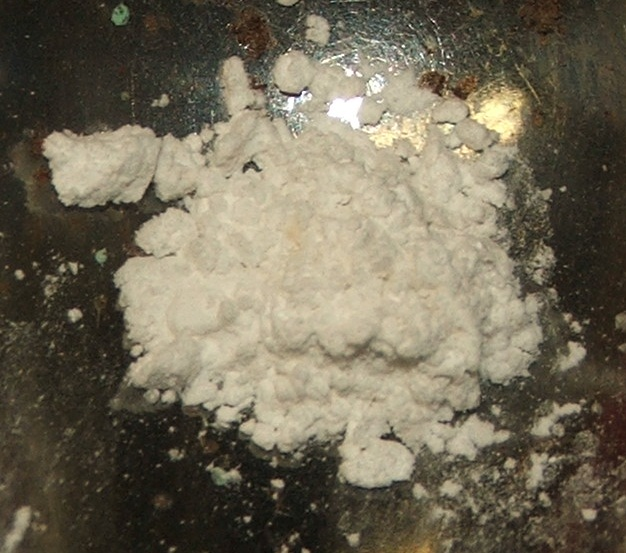
Òxid de calci

L'òxid de calci (CaO) és un compost químic àmpliament utilitzat popularment conegut amb el nom de calç viva o senzillament calç. A temperatura ambient és un sòlid cristal·lí de color blanc i fortament bàsic. Si bé el terme "calç" fa referència a qualsevol material inorgànic que contingui calci (bàsicament en forma d'òxid, hidròxid o carbonat indistintament) el terme "calç viva" fa referència només a l'òxid de calci.
Tant l'òxid de calci com el seu derivat químic, l'hidròxid de calci (calç morta o apagada), són productes químics sintetitzats en grans quantitats i, per tant, econòmicament barats.

## Obtenció
L'òxid de calci s'obté habitualment de la descomposició tèrmica de materials com la pedra calcària que contenen carbonat de calci (CaCO₃) en un forn de calç. Això s'aconsegueix escalfant el material per sobre de 825 °C durant unes 10 hores, procés anomenat calcinació, per tal d'alliberar una molècula de CO₂ de cada molècula de CaCO₃, formant-se així el CaO:
CaCO₃(s) → CaO(s) + CO₂(g)
La producció anual de calç viva és d'uns 283 milions de tones l'any, essent la Xina el principal productor (170 milions de tones l'any) seguida pels Estats Units (20 milions de tones l'any).

## Propietats
L'òxid de calci és bàsic i reacciona amb els àcids per formar la sal corresponent i amb l'aigua (també amb la humitat atmosfèrica) per tal de formar l'hidròxid (que es descompon per sobre de 512 °C, alliberant l'aigua i tornant a formar l'òxid de calci):
CaO(s) + 2HCl(aq) → CaCl₂(aq) + H₂O(l)
CaO(s) + H₂O(l) → Ca(OH)2(s) (ΔHr = −63.7 kJ/mol de CaO)
la reacció anterior és fortament exotèrmica. Tant l'òxid com l'hidròxid de calci (que són bases), a més a més, reaccionen amb el diòxid de carboni atmosfèric (que és un àcid) per formar altre cop el carbonat de calci:
CaO(s) + CO₂(g) → CaCO₃(s)
Ca(OH)₂(s) + CO₂(g) → CaCO₃(s) + H₂O(l)

## Usos
- L'òxid de calci és un ingredient clau en el procés de fabricació del ciment.
- En la producció de biodièsel s'utilitza l'òxid de calci com a base (àlcali).[4][5]
- En la indústria petroquímica es fa servir una barreja d'òxid de calci i fenolftaleïna en forma de pasta per detectar aigua. Si la pasta entra en contacte amb aigua en algun dipòsit de fuel, l'hidròxid de calci que es forma té un pH suficientment bàsic per tornar la fenolftaleïna de color rosa, indicant la presència d'aigua.
- En la indústria del paper, l'òxid de calci s'empra per regenerar l'hidròxid de sodi a partir del carbonat de sodi.
- En la indústria química i en les centrals tèrmiques s'utilitzen esprais sòlids d'òxid de calci per eliminar el diòxid de sofre del fum (generat per la combustió de substàncies que porten sofre com a impuresa) en un procés anomenat dessulfuració de gasos.
- L'òxid de calci també s'empra en la producció d'escaioles i morters. De fet, hi ha evidències arqueològiques que els humans ja empraven aquest tipus d'escaiola en el Neolític.[6][7][8]
- La reacció exotèrmica de l'òxid de calci amb l'aigua (per formar l'hidròxid) es pot fer servir com a font de calor portàtil en menjar i en begudes per emportar. Un litre d'aigua reacciona amb aproximadament 3,1 kg d'òxid de calci alliberant 3,54 MJ d'energia.
- Quan l'òxid de calci s'escalfa a 2400 °C emet una llum intensa. Aquesta forma d'il·luminació, coneguda com a llum de calci, va ser emprada en els teatres abans de la invenció de la il·luminació elèctrica.[9]
- Es té constància que l'òxid de calci es va utilitzar durant el regnat d'Enric III d'Anglaterra com a arma de guerra contra una flota francesa invasora, llençant calç viva als soldats per tal de cremar-los els ulls i encegar-los.[10] També es creu que la calç viva podria ser un dels components del foc grec, ja que, en contacte amb l'aigua, pot desprendre calor suficient (150 °C) com per encendre el combustible.[11]

## Precaucions
A causa de la reacció vigorosa amb l'aigua, l'òxid de calci provoca irritacions severes i, fins i tot, cremades si s'inhala o es posa en contacte amb la pell humida o els ulls. La inhalació pot causar tos i dificultats per respirar i pot derivar en cremades amb perforació de l'envà nasal, dolors abdominals, nàusees i vòmits. Tot i que l'òxid de calci no és inflamable, la seva reacció amb aigua pot alliberar energia suficient com per encendre materials combustibles.